# City Football Group
El City Football Group és un grup d'empreses creat per supervisar administrar una xarxa de clubs de futbol, propietat d'Abu Dhabi United Group (ADUG), una empresa privada d'inversió i desenvolupament, propietat del xeic Mansour bin Zayed al-Nahyan. La seu central del City Football Group és a Manchester i compta amb oficines a Abu Dhabi, Londres, Nova York, Melbourne i Tòquio.
El City Football Group és propietari de diferents negocis relacionats amb el futbol: clubs professionals d'alt nivell, centres de formació i suport tècnic i empreses de màrqueting. Els clubs de futbol que formen part del grup són: el Manchester City FC de la Premier League; el Melbourne City FC de la A-League australiana i la franquícia de la MLS New York City Football Club. També és accionista minoritari del Yokohama Marinos de la J-League japonesa, del Girona FC, i l'abril del 2017 va adquirir també el CA Torque de la Segona Divisió uruguaiana.
Les dues empreses que donen suport al Grup, la City Football Services i la City Football Marketing, funcionen des de diferents oficines d'arreu del món i proporcionen suport als clubs del grup. City Football Services compta amb la propietat intel·lectual futbolística, i City Football Marketing s'encarrega del màrqueting i les accions per involucrar els aficionats.

## Girona FC
El 23 d'agost de 2017, es va anunciar que el City Football Group havia adquirit el 44,3% del Girona FC. Un altre 44,3% és propietat del Girona Football Group, dirigit per Pere Guardiola, germà de l'entrenador del Manchester City, Pep Guardiola. Mentre el Girona era a Segona, el Girona ja havia tingut alguns jugadors del Manchester City en préstec, cosa que alguns havien interpretat com un intent d'atreure Pep Guardiola al Manchester City.